# Тибекин, Василий Иванович
Василий Иванович Тибекин (Тебекин) (1770—1831) — русский баснописец начала XIX века.

## Биография
Сын И. В. Тибекина, статского советника, вице-губернатора Екатеринославской губернии.
В 1784 году записан сержантом в Семёновский полк. С 1793 года служил ротмистром в Полтавском легкоконном полку, с 1797 года в отставке. В начале 1800-х годов находился на лечении в Вене. В сентябре 1812 года сдал экзамен при Императорском Харьковском университете и поступил на службу членом контрольной Дубоссарской таможни департамента внешней торговли Министерства финансов до её упразднения. С 1816 года был переводчиком во Временном департаменте Коммерц-коллегии. В 1824 году переведён в канцелярию Министерства финансов. В 1831 году получил чин коллежского советника. В разгар эпидемии холеры летом 1831 года заболел и в начале июля умер.
Был знаком с графом Д. И. Хвостовым и быстро удостоился его благорасположения, поскольку у того была слабость покровительствовать начинающим литераторам.

## Творчество
В 1812 году в столице вышло из печати его первое отдельное произведение — ода «Ура на победы, одержанныя Российскими войсками под командою Фельдмаршала Светлейшаго Князя Михайла Ларионовича Голенищева-Кутузова над Французами», после выхода которой Тибекин поверил в собственный талант.
Начал усиленно искать покровителя среди высокопоставленных особ. Около 1814 года им был написан акростих в память полководца П. А. Румянцева (ОР РГБ, Р. а. Карт. 5. Д. 24).
В 1816 году, когда он переехал в Петербург, вышла его первая книга басен, посвященная князю Александру Борисовичу Куракину.
Собрание басен В. Тебекина вышло в Петербурге, при императорской Академии Наук в 1819 году. Оно содержит в себе 30 небольших басен и посвящено князю Я. И. Лобанову-Ростовскому.
В 1820 году Тибекин подал в цензуру новую книгу басен, с просьбой разрешения посвятить их императору Александру I, но в свет это издание не вышло.
Большинство невышедших его басен были им два года спустя включены в сборник «Новые басни», рукопись которого он поднес графу М. С. Воронцову, но также без успеха — книга в свет так и не вышла.
В. Тибекин постоянно менял написание собственной фамилии — Тибекин и Тебекин. Две его первые книги были изданы под фамилией Тебекин, а в 1819 году — Тибекин. Немногие произведения баснописца, публиковавшиеся в XX веке, напечатаны под фамилией Тибекин.

## Избранные сочинения
- «Басни и сказки Василья Тебекина» (Спб, Типография К. Крайя, 1816 год).
- Соловей и Жаворонок («У Жавронка спросил однажды Соловей…») (1816)